# Troféu Mundial por Equipes de Patinação Artística no Gelo de 2009
O Troféu Mundial por Equipes de Patinação Artística no Gelo de 2009 foi a primeira edição do Troféu Mundial por Equipes de Patinação Artística no Gelo, um evento de patinação artística no gelo organizado pela União Internacional de Patinação (em inglês:  International Skating Union) onde os patinadores artísticos, competem pelo troféu de campeão mundial por equipes. A competição foi disputada entre os dias 15 de abril e 19 de abril, na cidade de Tóquio, Japão.

## Eventos
- Equipes (Individual masculino + Individual feminino + Duplas + Dança no gelo)

## Medalhistas

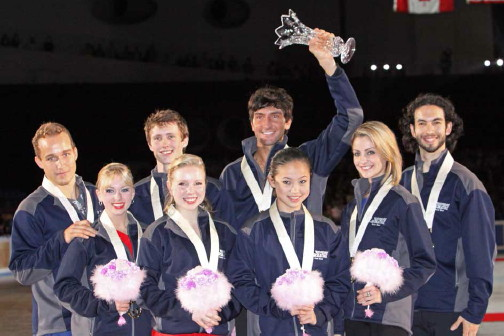
Equipe americana no pódio.

| Evento           | Ouro | Prata | Bronze |
| Equipes detalhes | Evan Lysacek · Jeremy Abbott · Caroline Zhang · Rachael Flatt · Caydee Denney · Jeremy Barrett · Tanith Belbin · Benjamin Agosto · Estados Unidos | Patrick Chan · Vaughn Chipeur · Joannie Rochette · Cynthia Phaneuf · Jessica Dubé · Bryce Davison · Tessa Virtue · Scott Moir · Canadá | Nobunari Oda · Takahiko Kozuka · Mao Asada · Miki Ando · Narumi Takahashi · Mervin Tran · Cathy Reed · Chris Reed · Japão |

## Competidores
| País           | Masculino                         | Feminino                         | Duplas                            | Dança no gelo                      |
| -------------- | --------------------------------- | -------------------------------- | --------------------------------- | ---------------------------------- |
| Canadá         | Patrick Chan Vaughn Chipeur       | Cynthia Phaneuf Joannie Rochette | Jessica Dubé / Bryce Davison      | Tessa Virtue / Scott Moir          |
| China          | Jialiang Wu Chao Yang             | Yan Liu Binshu Xu                | Zhang Dan / Zhang Hao             | Xintong Huang / Xun Zheng          |
| Estados Unidos | Jeremy Abbott Evan Lysacek        | Rachael Flatt Caroline Zhang     | Caydee Denney / Jeremy Barrett    | Tanith Belbin / Benjamin Agosto    |
| França         | Florent Amodio Brian Joubert      | Candice Didier Gwendoline Didier | Vanessa James / Yannick Bonheur   | Nathalie Péchalat / Fabian Bourzat |
| Japão          | Takahiko Kozuka Nobunari Oda      | Miki Ando Mao Asada              | Narumi Takahashi / Mervin Tran    | Cathy Reed / Chris Reed            |
| Rússia         | Konstantin Menshov Sergei Voronov | Katarina Gerboldt Alena Leonova  | Yuko Kavaguti / Alexander Smirnov | Jana Khokhlova / Sergei Novitski   |

## Resultados

### Pontuação por equipes
| Pos.              | País           | Pontos |
| ----------------- | -------------- | ------ |
| Medalha de ouro   | Estados Unidos | 60     |
| Medalha de prata  | Canadá         | 54     |
| Medalha de bronze | Japão          | 50     |
| 4                 | França         | 37     |
| 5                 | Rússia         | 35     |
| 6                 | China          | 34     |

### Individual masculino
| Pos. | Nome               | Nacionalidade  | Pontos | PC         | PL          | Pontos (Equipes) |
| ---- | ------------------ | -------------- | ------ | ---------- | ----------- | ---------------- |
| 1    | Evan Lysacek       | Estados Unidos | 238.56 | 83.70 (2)  | 154.86 (1)  | 12               |
| 2    | Brian Joubert      | França         | 237.09 | 85.39 (1)  | 151.70 (3)  | 11               |
| 3    | Nobunari Oda       | Japão          | 229.25 | 79.35 (3)  | 149.90 (4)  | 10               |
| 4    | Patrick Chan       | Canadá         | 217.98 | 66.03 (9)  | 151.95 (2)  | 9                |
| 5    | Jeremy Abbott      | Estados Unidos | 205.05 | 71.27 (5)  | 133.78 (5)  | 8                |
| 6    | Vaughn Chipeur     | Canadá         | 198.91 | 71.05 (6)  | 127.86 (6)  | 7                |
| 7    | Sergei Voronov     | Rússia         | 196.70 | 71.42 (4)  | 125.28 (8)  | 6                |
| 8    | Takahiko Kozuka    | Japão          | 190.93 | 65.25 (10) | 125.68 (7)  | 5                |
| 9    | Jialiang Wu        | China          | 183.86 | 66.90 (8)  | 116.96 (10) | 4                |
| 10   | Florent Amodio     | França         | 182.32 | 69.85 (7)  | 112.47 (11) | 3                |
| 11   | Chao Yang          | China          | 177.94 | 55.73 (11) | 122.21 (9)  | 2                |
| 12   | Konstantin Menshov | Rússia         | 165.21 | 54.99 (12) | 110.22 (12) | 1                |

### Individual feminino
| Pos. | Nome              | Nacionalidade  | Pontos | PC         | PL         | Pontos (Equipes) |
| ---- | ----------------- | -------------- | ------ | ---------- | ---------- | ---------------- |
| 1    | Mao Asada         | Japão          | 201.87 | 75.84 (1)  | 126.03 (1) | 12               |
| 2    | Joannie Rochette  | Canadá         | 182.16 | 62.08 (2)  | 120.08 (2) | 11               |
| 3    | Caroline Zhang    | Estados Unidos | 175.68 | 58.88 (4)  | 116.80 (3) | 10               |
| 4    | Rachael Flatt     | Estados Unidos | 171.81 | 58.40 (5)  | 113.41 (4) | 9                |
| 5    | Miki Ando         | Japão          | 167.52 | 62.08 (3)  | 105.44 (6) | 8                |
| 6    | Alena Leonova     | Rússia         | 161.40 | 54.72 (6)  | 106.68 (5) | 7                |
| 7    | Cynthia Phaneuf   | Canadá         | 135.65 | 54.30 (7)  | 81.35 (9)  | 6                |
| 8    | Yan Liu           | China          | 135.41 | 44.36 (10) | 91.05 (7)  | 5                |
| 9    | Binshu Xu         | China          | 133.26 | 50.30 (8)  | 82.96 (8)  | 4                |
| 10   | Candice Didier    | França         | 126.46 | 48.38 (9)  | 78.08 (10) | 3                |
| 11   | Gwendoline Didier | França         | 113.87 | 38.10 (12) | 75.77 (11) | 2                |
| 12   | Katarina Gerboldt | Rússia         | 112.03 | 42.42 (11) | 69.61 (12) | 1                |

### Duplas
| Pos. | Nome                              | Nacionalidade  | Pontos | PC        | PL         | Pontos (Equipes) |
| ---- | --------------------------------- | -------------- | ------ | --------- | ---------- | ---------------- |
| 1    | Zhang Dan / Zhang Hao             | China          | 193.82 | 70.42 (1) | 123.40 (1) | 12               |
| 2    | Yuko Kavaguti / Alexander Smirnov | Rússia         | 185.15 | 65.08 (2) | 120.07 (2) | 11               |
| 3    | Jessica Dubé / Bryce Davison      | Canadá         | 164.12 | 55.44 (4) | 108.68 (3) | 10               |
| 4    | Caydee Denney / Jeremy Barrett    | Estados Unidos | 158.24 | 56.58 (3) | 101.66 (4) | 9                |
| 5    | Vanessa James / Yannick Bonheur   | França         | 128.79 | 46.20 (5) | 82.91 (6)  | 8                |
| 6    | Narumi Takahashi / Mervin Tran    | Japão          | 125.91 | 43.00 (6) | 82.59 (5)  | 7                |

### Dança no gelo
| Pos. | Nome                               | Nacionalidade  | Pontos | DC        | DL        | Pontos (Equipes) |
| ---- | ---------------------------------- | -------------- | ------ | --------- | --------- | ---------------- |
| 1    | Tanith Belbin / Benjamin Agosto    | Estados Unidos | 162.98 | 64.27 (1) | 98.71 (1) | 12               |
| 2    | Tessa Virtue / Scott Moir          | Canadá         | 156.71 | 60.98 (2) | 95.73 (2) | 11               |
| 3    | Nathalie Péchalat / Fabian Bourzat | França         | 150.63 | 57.36 (4) | 93.27 (3) | 10               |
| 4    | Jana Khokhlova / Sergei Novitski   | Rússia         | 149.45 | 58.58 (3) | 90.87 (4) | 9                |
| 5    | Cathy Reed / Chris Reed            | Japão          | 120.23 | 44.80 (5) | 75.43 (5) | 8                |
| 6    | Xintong Huang / Xun Zheng          | China          | 110.40 | 44.26 (6) | 66.14 (6) | 7                |